# Kailash (Bajhang)
Kailash – gaun wikas samiti w zachodniej części Nepalu w strefie Seti w dystrykcie Bajhang. Według nepalskiego spisu powszechnego z 2011 roku liczył on 339 gospodarstw domowych i 1911 mieszkańców (994 kobiety i 917 mężczyzn).